# Bergsmörblomma
Bergsmörblomma (Ranunculus montanus) är en ranunkelväxtart. Bergsmörblomma ingår i släktet ranunkler, och familjen ranunkelväxter.

## Underarter
Arten delas in i följande underarter:
- R. m. montanus
- R. m. pseudomontanus

## Bildgalleri

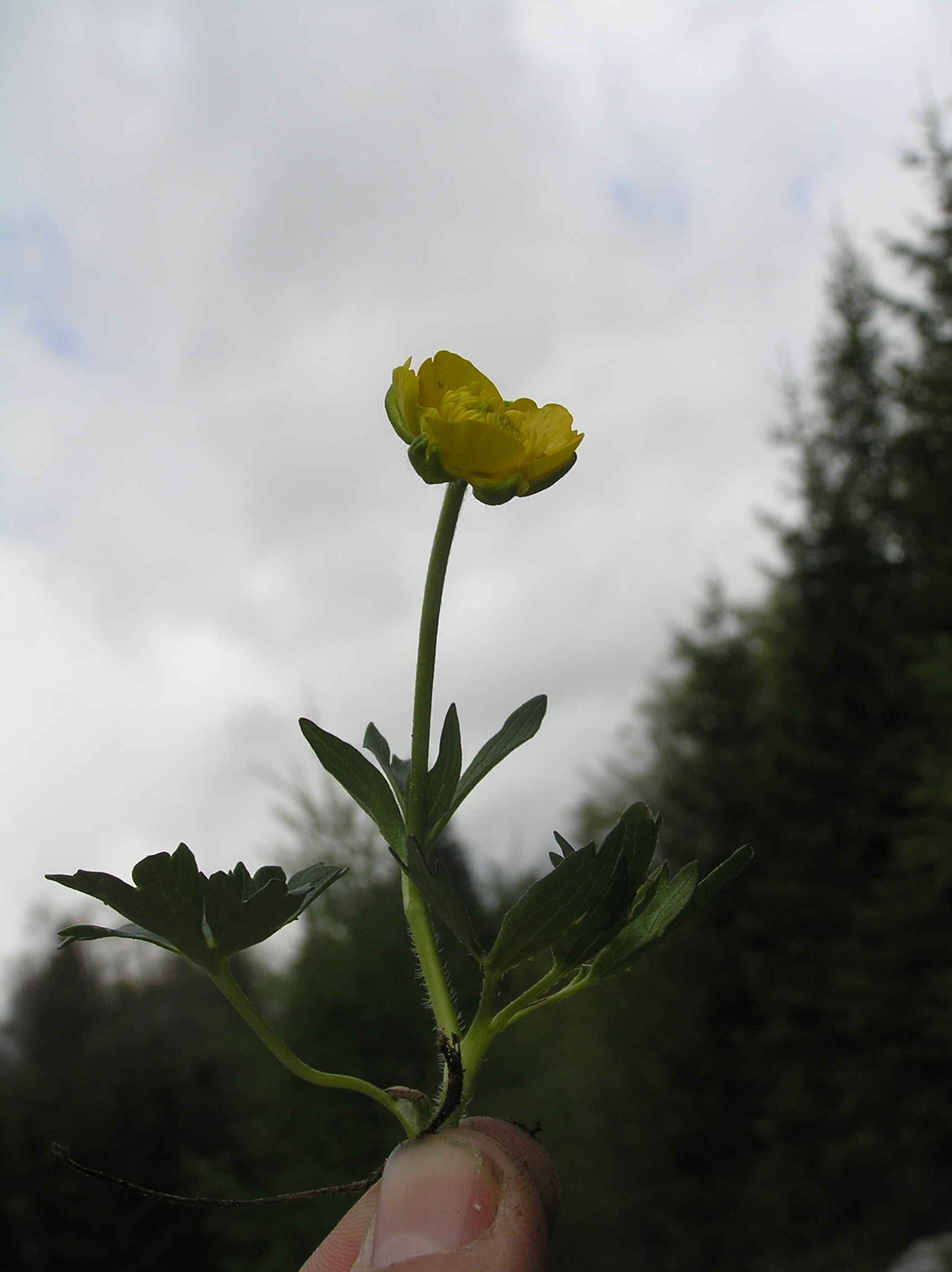